# Toots & the Maytals
Toots & the Maytals war ein jamaikanisches Vokal-Trio. Die Gruppe war seit den frühen 1960er Jahren im Reggae-Geschäft erfolgreich und hält den Rekord mit 31 Nr.1-Singles in Jamaika.

## Bandgeschichte

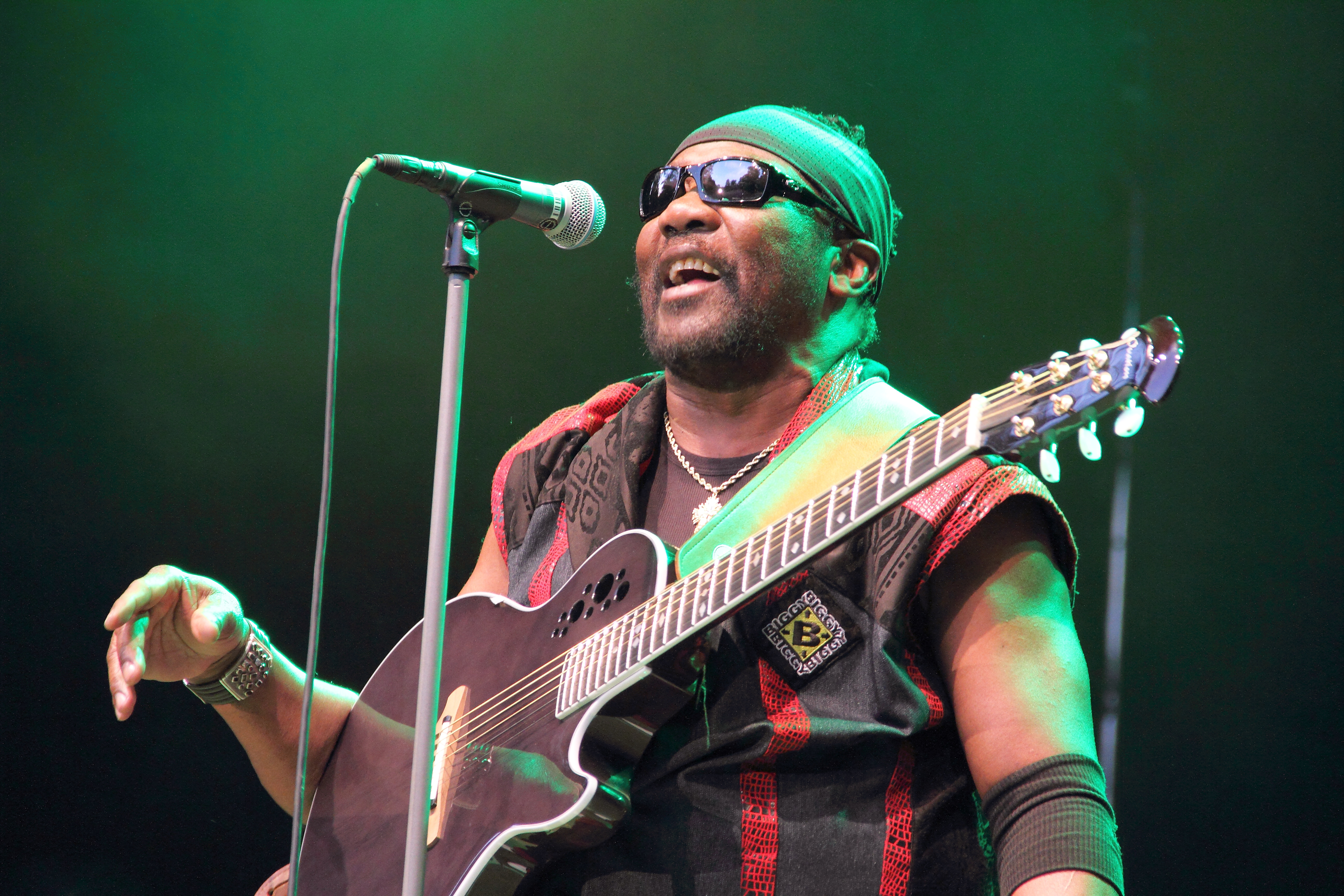
Toots Hibbert auf dem Rudolstadt-Festival 2017

Die Karriere der Gruppe, die sich nach ihrem Heimatdorf May Pen benennt, begann in der Ska-Ära. Eine Audition am Studio One, die vom Produzenten Clement „Sir Coxone“ Dodd und von Prince Buster überwacht wurde, verlief zufriedenstellend, und sie nahmen ihre erste Single Hallelujah auf. Bald stellten sich mit Six and Seven Books of Moses (1963) und Broadway Jungle (1964) die ersten Hits ein. Die religiösen und sozialkritischen Texte von Songwriter Toots Hibbert heben sich, ähnlich wie die seiner Kollegen Desmond Dekker und Justin Hinds, vom hauptsächlich aus Liebesliedern bestehenden Durchschnitt ab.
1966 gewann die Band das erste Jamaican Song Festival mit dem Stück Bam-Bam. Eine langgezogene, im Falsett gesungene Melodielinie kontrastiert hier mit hartem Sprechgesang. Im Text machte Toots klar, dass seine Grundhaltung friedlich ist, dass aber Unruhestifter bei ihm mit Ärger zu rechnen haben. Unterlegt ist das Ganze mit einem lockeren Calypso-Groove und dem sich ständig wiederholenden „Bam-Bam“ des Background-Gesangs.
Kurze Zeit nach Veröffentlichung des Songs wurde Toots zu 18 Monate Gefängnis wegen Marihuana-Besitzes verurteilt. Als Toots das Gefängnis nach einem Jahr Haft verlassen durfte, hatte ein neuer musikalischer Stil, der Rocksteady, den Ska abgelöst.
Die Gruppe arbeitet nun mit dem Produzenten Leslie Kong. 1968 verarbeitet Toots seine Gefängniserlebnisse in dem Song 54-46 That’s My Number (ein Jahr später als 54-46 Was My Number neu aufgelegt). Der Titel bezieht sich auf seine Häftlingsnummer. Im selben Jahr verleihen sie dem Musikstil, der den Rocksteady ablösen soll, mit der Single Do The Reggay seinen Namen – noch wird eine andere Schreibweise verwendet, aber es ist die Geburt des Reggae. Im Jahr 1969 gewinnen sie das Jamaican Song Festival zum zweiten Mal. Ihr Titel Sweet And Dandy ist ein Song über ein nervöses Hochzeitspaar.
1970 veröffentlichen sie Monkey Man, das neun Jahre später von der britischen Band The Specials gecovert, die sogenannte „zweite Welle des Ska“ einläuten sollte. Im selben Jahr spielen sie Pressure Drop ein, eine „Schrei-Orgie“ von Toots Hibbert, die beispielhaft für den druckvoll-rauen Sound der Band steht. 1971 stirbt Leslie Kong und die Gruppe arbeitet nun mit Chris Blackwell, dem Produzenten von Bob Marley.
1972 gewinnen sie das Song-Festival zum dritten Mal mit Pomp & Pride. Außerdem erscheint der Reggae-Film The Harder They Come, in dem Jimmy Cliff die Hauptrolle, einen „Rude boy“, spielt. Die Maytals tragen zwei Songs (Sweet and Dandy und Pressure Drop) zum Soundtrack bei und sind bei den Aufnahmen im Studio zu sehen.
1973 bringen sie Funky Kingston heraus, ihre erste Langspielplatte, die nicht aus vorher aufgenommenen Single-Material besteht. Beim Titelsong Funky Kingston erfolgt eine Synthese aus Funk und Reggae. Daneben enthält das Album eine Cover-Version von Take Me Home, Country Roads von John Denver – aus „West Virginia“ wird hier ganz zwanglos „West Jamaica“. Nach dem Album In The Dark (1974) folgt Reggae Got Soul (1976), bei dem Steve Winwood (u. a. The Spencer Davis Group, Blind Faith und Traffic) an der Orgel aushilft. Die für einen Grammy nominierte Platte Toots – live (1980) bringt ihnen einen Eintrag in das Guinness-Buch der Rekorde ein, da sie bereits am Tag nach der Aufnahme in den Plattenläden zu haben ist. Ebenfalls für einen Grammy nominiert wird Toots in Memphis (1988), wo Toots, begleitet von Sly Dunbar am Schlagzeug und von Robbie Shakespeare am E-Bass, sich an Stax-Klassikern wie Otis Reddings Hard to Handle oder Eddie Floyds und Steve Croppers Knock On Wood versucht. Skafather (1998), bestehend aus Neu-Auflagen alter Hits, bringt eine dritte Grammy-Nominierung.
2005 gewinnen sie den Grammy mit True Love (2004) in der Kategorie bestes Reggae-Album. Beteiligt sind dabei berühmte Gaststars wie die Gitarristen Keith Richards (The Rolling Stones), Eric Clapton und Jeff Beck, die Third-Wave-Ska-Gruppe No Doubt, der Ragga-Musiker Shaggy, der ehemalige Bob-Marley-Mitstreiter Bunny Wailer, Marcia Griffiths, ebenfalls früher in Marleys Band, Ken Boothe sowie Country-Musiker Willie Nelson.
2014 wirkten Toots & the Maytals beim Stück Rub A Dub auf dem Album Open Country von William White mit, das auf Jamaika aufgenommen wurde.

## Diskografie

### Auswahl von Alben
- 1964: Never Grow Old (Studio One)
- 1965: The Sensational Maytals (BMN)
- 1968: Sweet And Dandy (Beverley’s)
- 1970: From The Roots
- 1970: Monkey Man (Trojan Records)
- 1971: Greatest Hits (Beverley’s)
- 1972: Slatyam Stoot (Dynamic Sounds)
- 1973: Funky Kingston (Dragon)
- 1974: In The Dark (Dragon)
- 1976: Reggae Got Soul (Island Records)
- 1979: Pass The Pipe
- 1980: Just Like That
- 1980: Toots Live
- 1981: Knock Out!
- 1988: Toots in Memphis
- 1997: Never Grow Old
- 1997: Recoup
- 1998: Skafather
- 1999: Live in London
- 2002: World Is Turning
- 2004: True Love
- 2010: Flip and Twist

### Auswahl von Singles
- 1963: Hallelujah
- 1963: Six And Seven Books Of Moses
- 1964: Broadway Jungle
- 1964: Pain In My Belly
- 1964: He’s So Real
- 1964: It’s you
- 1964: Someone Is Going To Bawl
- 1964: Neither Silver Nor Gold
- 1965: Never You Change
- 1965: John and James
- 1966: Bam-Bam
- 1968: Reborn
- 1968: 54-46 That’s My Number (UK: Gold)
- 1968: Do The Reggay
- 1969: Just Tell Me
- 1969: Desmond Dekker Came First
- 1969: Sun, Moon and Star
- 1969: Sweet And Dandy
- 1970: Monkey Man
- 1970: Peeping Tom
- 1970: One Eyed Enos
- 1970: She’s My Scorcher
- 1970: Pressure Drop (UK: Silber)
- 1970: Pomps & Pride
- 1981: I can see clearly now
- 1983: Spiritual Healing
- 1984: Peace, Perfect Peace